# Kurzschlussstecker

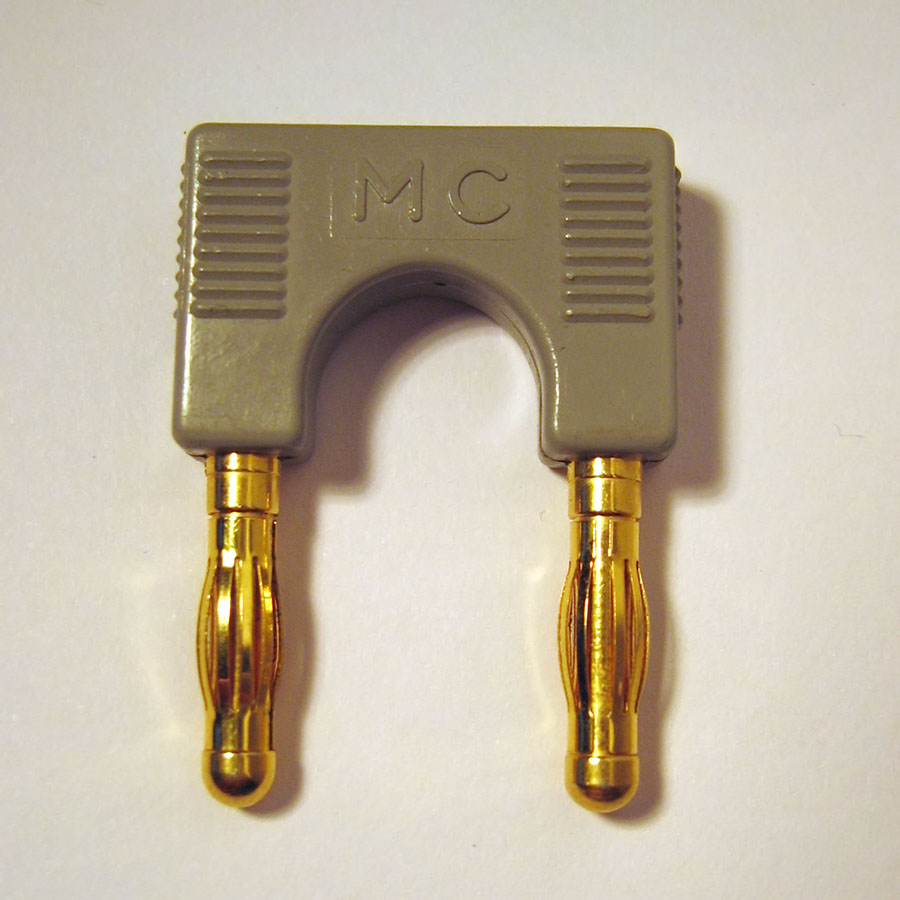
Kurzschlussstecker für 4-mm-Buchsen

Als Kurzschlussstecker bezeichnet man eine elektrische Steckbrücke mit Stiften. Es handelt sich um einen doppelten Bananenstecker; beide Stifte stehen in einem festen Abstand und sind elektrisch miteinander verbunden. Kurzschlussstecker werden unter anderem im Bereich des elektrischen Prototypenbaus auf Steckbrettern und in Elektroinstallationen verwendet.
Zu den im Bereich der Computertechnik üblichen Jumper unterscheiden sie sich durch die Bauform, Größe und Anwendung: Jumper sind wie eine Buchse gestaltet, sind nur wenige Millimeter groß und dienen der Hardware-Konfiguration von beispielsweise Festplatten.

## Aufbau
Der Kontaktabstand beträgt bei üblichen Bauformen 19 mm mit 4 mm dicken Kontaktstiften. 19 mm entsprechen, bis auf völlig unwesentliche 50 µm, 3/4" Inch im Angloamerikanischen Maßsystem. 
19 mm (3/4" in) ist ein weit verbreiteter Kontaktabstand im Elektro- und Elektronikbereich. Er entspricht zum Beispiel dem Kontaktabstand bei den in Kontinentaleuropa üblichen Eurosteckern. Genauso werden die Bananenbuchsen vieler elektronischer Messgeräte, Laborspannungs- und -stromquellen per Konvention in einem 19 mm Raster angeordnet (allerdings nicht alle). Ebenso findet man den Kontaktabstand bei mit Bananensteckern anschließbaren Lautsprechern. Die Anwendungen von Kurzschlusssteckern sind entsprechend der Verbreitung des Kontaktabstandes und von Bananensteckern vielfältig.
Bei Einsatz in einer Steckdose führt der Stecker zu einem elektrischen Kurzschluss und kann so bei Arbeiten vor dem versehentlichen Einschalten im Rahmen der Fünf Sicherheitsregeln eines Stromkreises schützen. Ob dies zulässig ist, muss vor der Verwendung durch Studium der lokal gültigen Normen und Standards geprüft werden. Ebenso muss geprüft werden ob der eingesetzte Kurzschlussstecker selber den Vorgaben entspricht.

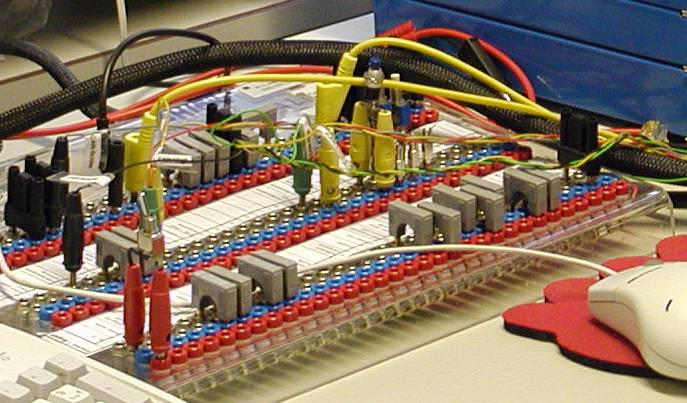
Steckbrett mit Kurzschlusssteckern für Bananenstecker in einem Testaufbau

Kurzschlussstecker werden auf Steckbrettern und Schalttafeln eingesetzt, wie in nebenstehender Abbildung dargestellt. Sie machen so einen Schaltungsaufbau übersichtlicher. Statt Kurzschlusssteckern könnten auch Schalter oder kurze Laborkabel verwendet werden. Diese wären jedoch größer und teurer. Außerdem ist bei Kurzschlusssteckern auf den ersten Blick sichtbar, ob eine Verbindung besteht (Kurzschlussstecker vorhanden) oder nicht. 
Weiterhin werden Kurzschlussstecker verwendet, wenn am Eingang eines elektronischen Gerätes (z. B. eines Verstärkers oder Messgerätes bei der Kalibrierung) eine Spannung von Null Volt sichergestellt werden soll. Hier ist zu beachten, dass ein Kurzschlussstecker nicht am Ausgang verwendet werden darf (ausgenommen Ausgänge mit Strombegrenzung, kurzschlussfeste Ausgänge oder Stromquellen).
Kurzschlussstecker können bei dafür vorgesehenen Spannungsquellen zur Parallelschaltung von diesen verwendet werden um den maximalen Ausgangsstrom zu erhöhen. Bei dafür vorgesehenen Spannungsquellen kann auch eine Reihenschaltung möglich sein um die Ausgangsspannung zu erhöhen.